# Большая Колонда
Большая Колонда — река в России, протекает в Буйском районе Костромской области. Устье реки находится в 160 км по левому берегу реки Кострома. Длина реки составляет 16 км, площадь водосборного бассейна 74,1 км².
Исток реки в заболоченном лесу к северо-востоку от посёлка Талица и в 25 км к северо-востоку от города Буй. Река течёт на юго-запад, затем на юг по ненаселённому, заболоченному лесу. Крупнейший приток — Малая талица (правый). Впадает в Кострому в черте посёлка Талица.

## Данные водного реестра
По данным государственного водного реестра России относится к Верхневолжскому бассейновому округу, водохозяйственный участок реки — Кострома от истока до водомерного поста у деревни Исады, речной подбассейн реки — Волга ниже Рыбинского водохранилища до впадения Оки. Речной бассейн реки — (Верхняя) Волга до Куйбышевского водохранилища (без бассейна Оки).
По данным геоинформационной системы водохозяйственного районирования территории РФ, подготовленной Федеральным агентством водных ресурсов:
- Код водного объекта в государственном водном реестре — 08010300112110000012137
- Код по гидрологической изученности (ГИ) — 110001213
- Код бассейна — 08.01.03.001
- Номер тома по ГИ — 10
- Выпуск по ГИ — 0